# Helmut Richtering
Helmut Richtering (* 5. Januar 1922 in Burgdamm (heute zu Bremen); † 19. Februar 1989 in Münster) war ein deutscher Historiker und Archivar. Als Leiter des Landesamtes für Archivpflege (heute LWL-Archivamt für Westfalen) in Münster erwarb er sich besondere Verdienste um den Ausbau des kommunalen Archivwesens und die Bestandssicherung der Adelsarchive in Westfalen.

## Leben
Helmut Walter Richtering wurde als erstgeborener Sohn (sieben Geschwister) eines Kaufmanns und Tabakwarenfabrikanten in der Gemeinde Burgdamm geboren, die heute zum Stadtteil Burglesum der Hansestadt Bremen gehört. 1940 legte er das Abitur am Gymnasium in Bremen-Vegesack ab. Aus gesundheitlichen Gründen vom Kriegs- und Arbeitsdienst befreit, begann er im Sommersemester 1940 in Marburg das Studium der Fächer Geschichte, Deutsch und Französisch, 1941 besuchte er die Universität Leipzig, ab dem Wintersemester 1941/42 die Universität Münster. Im Januar 1945 legte er die letzte Prüfung zu der von Gerd Tellenbach betreuten Dissertation über bäuerliche Leistungen im mittelalterlichen Westfalen ab, weitere prägende Hochschullehrer waren Kurt von Raumer und Johannes Bauermann, der Direktor des Staatsarchivs Münster, der eine Honorarprofessur an der Universität hatte.
Richterings besonderes Interesse galt den Quellen, gefördert von Bauermann entschied er sich für den Archivdienst. Im Herbst 1943 übernahm er den Luftschutzdienst im Staatsarchiv. Er wohnte fast ein Jahr im Luftschutzkeller des Archivs, um bei Bombenangriffen sofort Rettungsmaßnahmen für das Archivgut einleiten zu können. Im Dezember 1944 setzte sich Bauermann beim Generaldirektor der preußischen Archive für die Anstellung Richterings ein, die wegen der Zeitumstände aber nicht zustande kam. Nach einem erneuten Antrag Bauermanns absolvierte Richtering Ende 1945 die Aufnahmeprüfung und trat im Mai 1946 den Vorbereitungsdienst an. Im Mai 1949 nahm er am ersten wissenschaftlichen Lehrgang der neu gegründeten Archivschule Marburg teil, wegen seiner Vorkenntnisse konnte er das Assessorexamen bereits im Frühjahr 1950 ablegen. In Marburg lernte Richtering auch Hildegard Berg kennen, die er im April 1951 heiratete und mit der er zwei Söhne und eine Tochter großzog.
Nach der Prüfung war Richtering zunächst in der Archivberatungsstelle Westfalens tätig, am 15. Januar 1951 erfolgte die Anstellung im Staatsarchiv Münster. Hier lernte er in gut zwei Jahrzehnten zahlreiche Bestände kennen und erwarb ein vielfach anerkanntes Wissen aus allen Bereichen der westfälischen Landesgeschichte. Zu seinen Aufgaben gehörte die Erstellung der ersten Bestandsübersicht, die 1962 als Fotodruck erschien und ihn zum Kenner auch entlegener Teilbestände machte. Sein besonderes Interesse galt den Quellen zur Wirtschafts- und Sozialgeschichte, zur Geschichte der Arbeiterbewegung, des Protestantismus, des Judentums und der Städte. Zudem widmete er sich den als Deposita im Staatsarchiv befindlichen Adelsarchiven. 1954 wurde Richtering zum Staatsarchivrat ernannt, 1965 zum Oberstaatsarchivrat (zugleich Leiter der Abteilung „Staatsarchiv für Südwestfalen“), 1971 zum Staatsarchivdirektor.
1973 bot der Landschaftsverband Westfalen-Lippe Richtering die Leitung des Landesamtes für Archivpflege (heute LWL-Archivamt für Westfalen) als Nachfolger von Franz Herberhold an. Sein neues Amt trat Richtering am 1. April 1974 an, zugleich wurde er zum Leitenden Landesarchivdirektor ernannt. Den Umzug der Dienststelle in neue Räume und die personelle Aufstockung hatte er zur Bedingung seines Wechsels gemacht. Wichtigste Aufgabe war die Beratung der Städte, Gemeinden und Kreise bei der Einrichtung eigener Archive, die in seiner Amtszeit stark ausgebaut wurden. Sein besonderes Interesse galt der Beratung der Adelsarchive, die Mitgliederzahl der Vereinigten westfälischen Adelsarchive e.V.  konnte er während seiner Tätigkeit verdreifachen. Das besondere Vertrauen der Archivbesitzer konnte er gewinnen, indem er den Verbleib der Archivalien am Ort der Entstehung als Regelfall ansah. Für nicht sachgerecht unterzubringende Archivalien wurde ein zentrales Depot auf Schloss Cappenberg geschaffen. Mehrere Adelsarchive hat Richtering persönlich betreut und verzeichnet (u. a. Grafen von Droste-Vischering auf Schloss Darfeld, Haus Welbergen, Graf von Kanitz auf Schloss Cappenberg). Für die bessere Betreuung der Wirtschaftsarchive wurde auf seine Anregung eine Außenstelle des Westfälischen Archivamtes beim Westfälischen Wirtschaftsarchiv geschaffen. Am 30. Januar 1987 wurde Richtering in den Ruhestand verabschiedet.
Seine Veröffentlichungsliste umfasst etwa 100 Titel, in der Mehrzahl Aufsätze, mit denen er bis dahin unbekannte oder abgelegene Quellen und Informationen zugänglich zu machen suchte. Wichtige Studien legte er zur Wirtschaftsgeschichte, zur Stadtgeschichte und zur Geschichte der Juden vor. Auch Biographien und Stellungnahmen zur Archivpraxis  finden sich unter seinen Werken. Von 1953 bis 1971 betreute er die jährliche Zeitschriftenbibliographie der Westfälischen Forschungen.

## Mitgliedschaften und Ehrungen
1961 wurde Richtering zum ordentlichen Mitglied der Historischen Kommission für Westfalen gewählt, zeitweise gehörte er auch deren Vorstand an. Ab 1976 war er Vorstandsmitglied der Gesellschaft für Westfälische Wirtschaftsgeschichte, auch im Verein für Geschichte und Altertumskunde Westfalens, Abt. Münster gehörte er dem Vorstand an. Von 1977 bis 1983 war er Vorsitzender der Arbeitsgemeinschaft der Stadtarchivare Nordrhein-Westfalens. Im Verein deutscher Archivare war er lange Jahre Vorsitzender der Fachgruppe IV (Archivare an Haus- und Familienarchiven). 1982 erhielt er das Bundesverdienstkreuz am Bande. 1987 wurde er von den Vereinigten westfälischen Adelsarchiven e.V.  zum Ehrenmitglied ernannt.

## Werke (Auswahl)
- Bäuerliche Leistungen im mittelalterlichen Westfalen mit besonderer Berücksichtigung der Naturalabgaben und ihrer Verbreitung. (Diss. maschinenschriftlich, ungedruckt). Münster 1949.
- Gisbert von Romberg. In: Westfälische Lebensbilder. Band 9. Aschendorff, Münster 1962, S. 90–107.
- Mit Wilhelm Kohl: Behörden der Übergangszeit 1802–1816 (= Das Staatsarchiv Münster und seine Bestände. Band 1). Selbstverlag des Staatsarchivs, Münster 1964.
- Mit Günter Aders: Reichskammergericht A–K (= Das Staatsarchiv Münster und seine Bestände, 2: Gerichte des Alten Reichs. Band 1). Selbstverlag des Staatsarchivs, Münster 1966.
- Mit Günter Aders: Reichskammergericht L–Z (= Das Staatsarchiv Münster und seine Bestände, 2: Gerichte des Alten Reichs. Band 2). Selbstverlag des Staatsarchivs, Münster 1968.
- Mit Günter Aders: Gerichte des Alten Reiches. Teil 3: Register (= Das Staatsarchiv Münster und seine Bestände. Band 2). Selbstverlag des Staatsarchivs, Münster 1973.
- Mit Bernhard Brilling: Westfalia Judaica. Urkunden und Regesten zur Geschichte der Juden in Westfalen und Lippe, Bd. 1: 1005–1350 (= Studia Delitzschiana. Band 11). Kohlhammer, Stuttgart 1967.
- Mit Reinhard Oberschelp: Die Schatzungsregister des 16. Jahrhunderts für das Herzogtum Westfalen. Teil 1: Die Register von 1536 und 1565 (= Veröffentlichungen der Historischen Kommission Westfalens XXX, Westfälische Schatzungs- und Steuerregister. Band 2). Aschendorff, Münster 1971.
- Der Nachlass des Ludwig von Chalon gen. Gehlen, Herr zu Hollwinkel und Hüffe. S. 209 in: An Weser und Wiehen, Beiträge zur Geschichte und Kultur einer Landschaft: Festschrift für Wilhelm Brepohl, Mindener Geschichtsverein (1983) (Eingeschränkte Vorschau bei books.google.de).
- Die Nachlässe der Gebrüder Droste zu Vischering. Erbdroste Adolf Heidenreich (1769–1826), Bischof Caspar Max (1770–1846), Domherr Franz Otto (1771–1826), Erzbischof Clemens August (1773–1845) (= Westfälische Quellen und Archivverzeichnisse. Band 12). Westfälisches Archivamt, Münster 1986.
- Das Archiv des ehemaligen Klosters Drolshagen. Urkunden und  Akten nebst einem Anhang ergänzender Archivalien (= Landeskundliche Schriftenreihe für das kölnische Sauerland. Band 3). Heimatverein Olpe e.V., Olpe 1969.
- Mit Peter Freimark (Hrsg.): Gedenkschrift für Bernhard Brilling (= Hamburger Beiträge zur Geschichte der deutschen Juden. Band 14). Christians, Hamburg 1988.